# Constantí
|  | Per a altres significats, vegeu «Constantí (desambiguació)». |

Constantí és una vila i municipi de la comarca del Tarragonès. Segons dades de 2014 la seva població era de 6.539 habitants. És a la riba dreta del Francolí, al límit amb Tarragona.
Limita amb els termes municipals de la Pobla de Mafumet, la Selva del Camp, els Pallaresos, Reus, Tarragona i Perafort.

## Geografia
- Llista de topònims de Constantí: muntanyes, serres, collades, indrets, rius, fonts, cases, masies, esglésies, …

## Història

### Prehistòria i antiguitat
No s'hi han trobat gaire restes arqueològiques prehistòriques. Tot i això, en consonància amb el territori circumdant, s'ha de suposar que es desenvoluparen diverses cultures paleolítiques i neolítiques. L'única peça que s'ha trobat, i amb una procedència qüestionada, és una destral de sílex negre, corresponent al tipus axelià, datada entre el 43.000 i el 24.000 aC.
Abans de l'arribada dels romans, al Camp de Tarragona hi vivien els cossetans, un poble allunyat ètnicament dels ibèrics, però molt proper a ells des del punt de vista polític. Es creu que a Constantí també hi hauria hagut un assentament, possiblement al petit puig.
Els orígens romans de Constantí són un element assentat a l'imaginari col·lectiu. Malgrat tot, la inexistència de restes arqueològiques del moment impedeix definir-ne la ubicació exacta. Sembla que hauria estat fundat durant el regnat de l'emperador Constantí el Gran (306-337 dC), i que era només una vil·la rústica dedicada a l'exportació agrícola. L'adopció del blasó amb la imatge eqüestre de l'emperador, porta els estudiosos a assegurar amb força fiabilitat l'existència del poble durant el Baix Imperi Romà.
Quan va començar la migració visigòtica al segle v, Constantí encara era un nucli en procés de desenvolupament. Juntament amb Centcelles, tenia una població hispanoromana. El fet que la ciutat de Tarraco estigués ocupada pels visigots arrians, ha portat a plantejar la hipòtesi que l'arquebisbe residís a Centcelles, suburbi de la capital. Resulta versemblant que a l'església del conjunt s'hi celebrés el concili provincial que convocà el prelat Joan a principi del segle vi.
En el decurs dels segles posteriors, sembla que l'indret continuà existint, fins i tot, amb cert creixement demogràfic. El descobriment l'any 1816 d'un gerro litúrgic hispanovisigot ens en dona una prova. Aquest estri contenia unes vuit-centes monedes d'or, de diferents moments històrics, i probablement procediria del patrimoni de l'església de Centcelles o de la Constantí. El gerro fou trabat en un terreny fronterer entre el terme de Constantí i el de Reus, cosa que dona sentit a la suposició que el municipi visigòtic era al ponent del contemporani, a l'actual partida de Sant Llorenç. El gerro es va soterrar durant el segle vii a causa de la convulsa situació política i no es conserva en l'actualitat.
La conquesta musulmana de la península Ibèrica (711-726), que suposà el final del regne visigot de Toledo i la creació d'Al-Àndalus, emirat depenent del Califat Omeia de Damasc, va afectar les nostres contrades. Amb l'arribada dels sarraïns el 713, la vila va sofrir una forta davallada demogràfica.

### Edat mitjana
A mitjans del segle xii, s'ha constatat una incipient repoblació del terme, promoguda possiblement pel cavaller Droo o Druiç d'Alançon. La nova vila es fundà durant la cinquena dècada del segle xii. L'impuls demogràfic més important es produí amb l'atorgament de cartes de franquícies a pobladors per part de l'arquebisbe Bernat de Tort. El prelat, però, en conservà plena jurisdicció.
L'emplaçament municipal no és conegut amb seguretat però podria ser coincident amb el d'època romana i visigòtica. Sembla que l'arquebisbe Berenguer de Vilademuls fou el responsable del trasllat del poble vell al Llentisclell, que correspon amb el lloc on Constantí s'edifica en l'actualitat, a més de promulgar més franquícies.
A l'inici del segle xiii, el municipi ja era un important nucli. Esparec de Barca, va promoure l'any 1218 la construcció de l'església, les muralles i el castell. El darrer, juntament amb les fortificacions, convertí el municipi en un dels pobles més segurs de la zona. Segurament per això, l'arquebisbe l'escollí com a lloc de repòs, a més d'establir-hi cavallers. Cal destacar que el braç de santa Tecla, va ser custodiat al castell de la vila abans de ser transportat a la catedral de Tarragona.
La mort d'Esparec de Barca va portar el rei Jaume I a ordenar als veguers de Montblanc i Vilafranca que lluitessin per obtenir el municipi i a que enderroquessin les muralles. Successivament, el rei Joan I va arribar a un acord amb el prelat Enyego de Valterra pel qual li va concedir els drets jurisdiccionals del territori i el de cobrar tributs amb l'objectiu de reconstruir les muralles.
Del període medieval s'ha de fer menció obligatòria a la Comuna del Camp de Tarragona. Aquesta fou una institució que va agrupar durant quatre centúries a un seguit de viles del territori tarragoní. La carta de naixement ha estat situada en l'any 1305, tot i que la primera reunió de què se’n té certesa és anterior. La unió es va produir amb l'objectiu de defensar uns interessos comuns de tots els municipis sotmesos a la jurisdicció de l'Església de Tarragona. Constantí, concretament, formà part de la Comuna des de la seva creació. En fou un membre actiu i seu d'algunes reunions on s'adoptaren acords importants per a les poblacions de la zona. Els estudiosos del tema, han mencionat diverses discrepàncies dels constantinencs amb les decisions preses, com per exemple en la política de camins comarcals vers Salou. Constantí, a causa de la proximitat geogràfica, era més partidària del port de Tarragona.
Durant el segle xv, tindrà lloc un conflicte entre el rei Joan II i la Diputació General i els remences pel tal d'obtenir el control polític de Catalunya. És el que s'ha vingut a anomenar com a Guerra Civil Catalana (1462-1472). S'ha constatat que Constantí hi va prendre part en contra de Joan II, fet que portà a una reducció de la dependència del poder senyorial (l'arquebisbe Pere d'Urrea). Ara bé, la situació tingué una curta durada, ja que, amb la caiguda de Tarragona sota les tropes aragoneses, el poble va haver de tornar a sotmetre’s a la influència de l'eclesiàstic.

### Època Moderna
En plena Època Moderna, Constantí augmentar la municipalitat i alhora de reduir la subordinació als arquebisbes de Tarragona. Tot i això, l'autoritat senyorial sempre va mantenir vestigis de l'Edat Mitjana. Durant el segle xvi, els historiadors han destacat diverses dificultats: els contagis de pesta, malaltia que havia tingut el primer gran brot a partir del 1348; l'arribada de contingents de pirates barbarescos del nord d'Àfrica a les costes tarragonines a la recerca de botins (Constantí contribuí a la fortificació del port de Salou); els continus atacs dels francesos que comportaven la crida a files d'homes o una demanda de finançament econòmic; o els inicis del fenomen del bandolerisme.
La comunitat presbiteral de Constantí fou l'encarregada d'organitzar els establiments de finques i el cobrament de taxes, esdevenint el primer terratinent del municipi. Cal fer menció que els arquebisbes de Tarragona seguiren tenint predilecció per la vila. Almenys tres d'ells hi residiren per llargues temporades. A més, era tradició que, abans de la solemne entrada a la capital, els prelats fessin estada a Constantí durant uns dies. Alguns cops, el període s'allargava per uns mesos a causa de les disputes amb el capítol catedralici o per afirmar el poder senyorial. El poble, doncs, des d'antic fou un dret directe de l'arquebisbe i el seu castell s'utilitzà també com a lloc de refugi i descans i, fins i tot, com a capella funerària temporal.
La Guerra dels Trenta Anys (1618-1648) fou un conflicte que, inicialment, tingué unes connotacions religioses i que acabà convertint-se en una disputa per l'hegemonia europea. El fet que els soldats hispànics s'allotgessin a les cases de camperols catalans, el que va agreuja la situació de penúria, va conduir a la Guerra dels Segadors (1640-1652).
L'avenç de les tropes filipistes, amb la conquesta de Tortosa, va portar a que les viles del Camp, entre les quals hi hagué Constantí, sol·licitessin a Barcelona diners, tropes i munició. L'ajuda arribà tard, ja que el 22 de desembre del 1640 el poble va rendir-se davant els castellans. Aquests utilitzaren el castell per tancar-hi 300 presoners catalans, alliberats el gener del 1641 gràcies als miquelets i per iniciativa de Josep Margarit. L'acció de Margarit fou un cop important, però la vila continuà sota poder reialista fins que va ser alliberada pel general francès La Mothe, que havia entrat al Camp l'abril del 1641. Constantí s'ha de comptar entre els municipis més resistents a les tropes dirigides pel general Garay l'any 1649. Els francesos havien bastit correctament la plaça per mor de la proximitat amb Tarragona. Malgrat tot, el municipi es rendí després de dos dies d'atac, quan gairebé ja no hi quedaven defenses. Després de la rendició, el 1650, s'enderrocà el castell, fortificació que tenia més de quatre-cents anys d'història.
El decurs de la guerra va ser bastant perjudicial per a Constantí. Ja des del 1642, el poble havia quedat despoblat i en ruïnes. El 1645, els francesos tornaren a construir el castell però l'any 1650 va ser novament destruït. Els historiadors han valorat la dècada del 1640 com la pitjor viscuda per la vila. A la penúria de la guerra cal afegir-hi la fam i la pesta. Fins i tot, les aigües del Francolí van ser embargades per les necessitats de Felip IV.
Tanmateix, les contrades van viure durant l'Època Moderna un nou conflicte militar. La Guerra de Successió Espanyola (1701-1714) fou la primera guerra europea moderna, resultat de la mort sense descendència del rei Carles II (1700). Els dos principals candidats a succeir-lo van ser l'arxiduc Carles d'Àustria i Felip de Borbó, designat oficialment per Carles. La decisió testamentària podia posar en perill el concepte anglès d'equilibri i portaria a que la guerra tingués un abast europeu.
Constantí, en els primers moments de la disputa, com la resta de pobles del Camp, es va col·locar a favor dels Borbons. Ara bé, a partir del 1705 se situà sota l'autoritat de l'arxiduc Carles, fet celebrat amb grans festes populars. La guerra va provocar lleves de soldats, allotjament de tropes i la instal·lació d'un campament militar per llarg temps. Després de set anys de guerra, França es trobava esgotada. Felip aconseguirà les definitives victòries de Brihuega i Villaviciosa (1710). A això s'hi afegeix un viratge polític amb el començament de l'era tory a Anglaterra, la mort de l'emperador Josep I d'Àustria i l'aliança de les potències marítimes amb França. Així doncs, la Pau d'Utrecht posà fi definitivament al conflicte. Constantí va oferir obediència al Borbó l'any 1713, tanmateix, això no va aturar que el rei imposés fortes represàlies sobre el poble. Destaca la supressió de les institucions municipals pròpies i la consegüent pèrdua dels drets que suposava.
El resultat del conflicte va portar, entre altres coses, a que Constantí deixés de ser residència dels arquebisbes, els quals ja no hi anaren més a preparar l'entrada a la capital, tampoc s'hi celebrà cap reunió més de la Comuna i desaparegué el Consell i l'elecció de jurats. Segons s'ha pogut constatar, l'esforç més gran del poble durant el segle xviii fou la construcció de l'actual església parroquial.

## Cultura

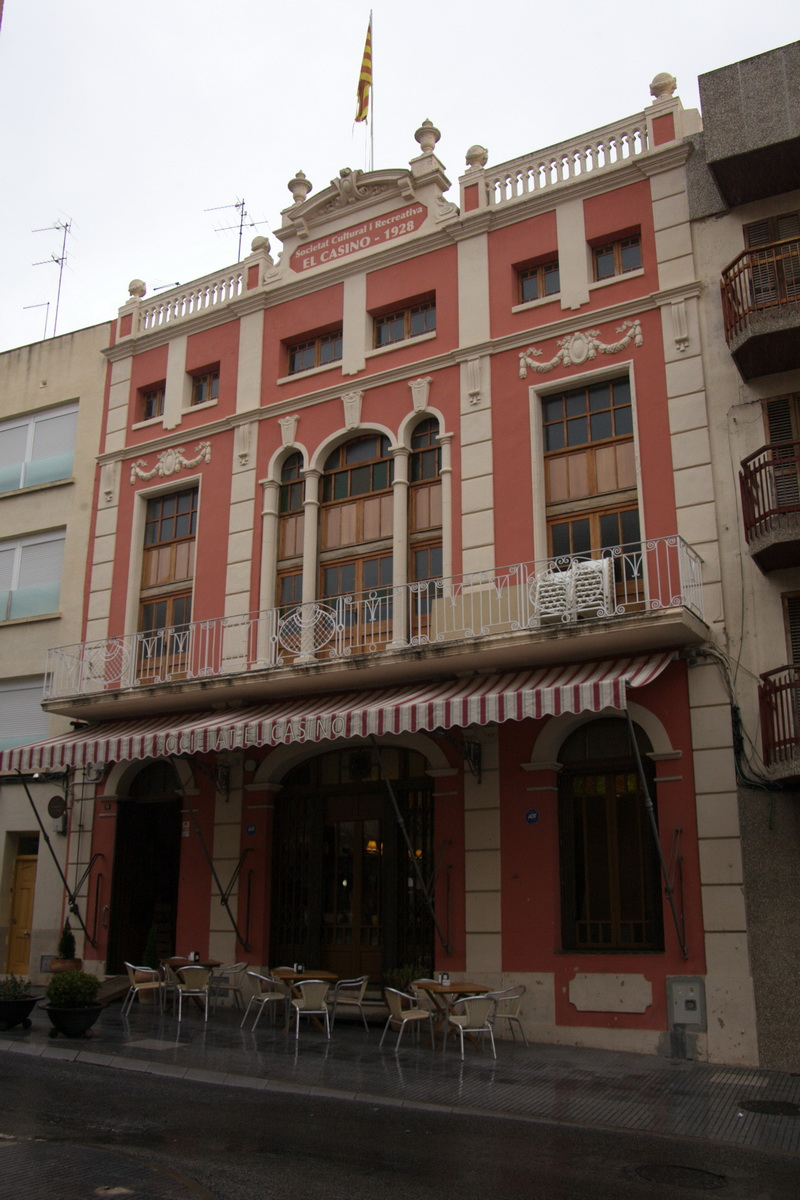
Edifici de la Societat El Casino, dissenyat per l'arquitecte modernista Pere Caselles (1928)

L'església parroquial està dedicada a Sant Feliu. La construcció va començar el 1734 i va ser consagrada el 1749. Té annex un campanar posterior. Gràcies al mecenatge de Pere Cerdà, canonge de la seu de Tarragona, el temple va ser reformat per Josep Maria Jujol. Entre les obres realitzades per l'arquitecte hi figuren un anyell de la reixa del baptisteri, un dels bancs de fusta o una pica baptismal. Un altre destacat arquitecte que hi deixà la seva petjada fou el reusenc Pere Caselles, autor de la restauració de l'ermita de Sant Ramon (1890) i del disseny de les Escoles Públiques (1920) i del local de la Societat El Casino (1928).
Molt a prop del nucli urbà es troba Centcelles, una antiga vil·la romana del segle i. El 1855 va ser adquirida per un particular, Antoni Soler i Soler, que la va convertir en un habitatge de camperols.
La vil·la va ser reformada el segle iii i ampliada en el iv. D'aquesta ampliació cal destacar l'edifici central. Es tracta d'una construcció de forma cúbica amb una alçària de 15,50 metres. En el seu interior es troba una sala de planta circular de 10,70 metres de diàmetre amb una cripta i quatre nínxols.
La cúpula està coberta per mosaics en bon estat de conservació. Presenten colors brillants que s'han conservat, en part, gràcies al fet que van estar coberts per guix fins al 1877. Els mosaics es divideixen a quatre zones, cadascuna d'elles separada per unes sanefes de dibuixos geomètrics. A la zona inferior hi apareixen escenes de caceres representades, una segona zona presenta escenes de la comendatio animae, oració que realitzaven els primers cristians per encomanar l'ànima d'un difunt a Déu, a la tercera zona hi apareixen una sèrie de personatges que no han pogut ser identificats, i finalment, a la zona central gairebé no queden restes de mosaic i només poden identificar-se dos caps. Es conserven encara restes de les pintures que cobrien la resta dels murs.

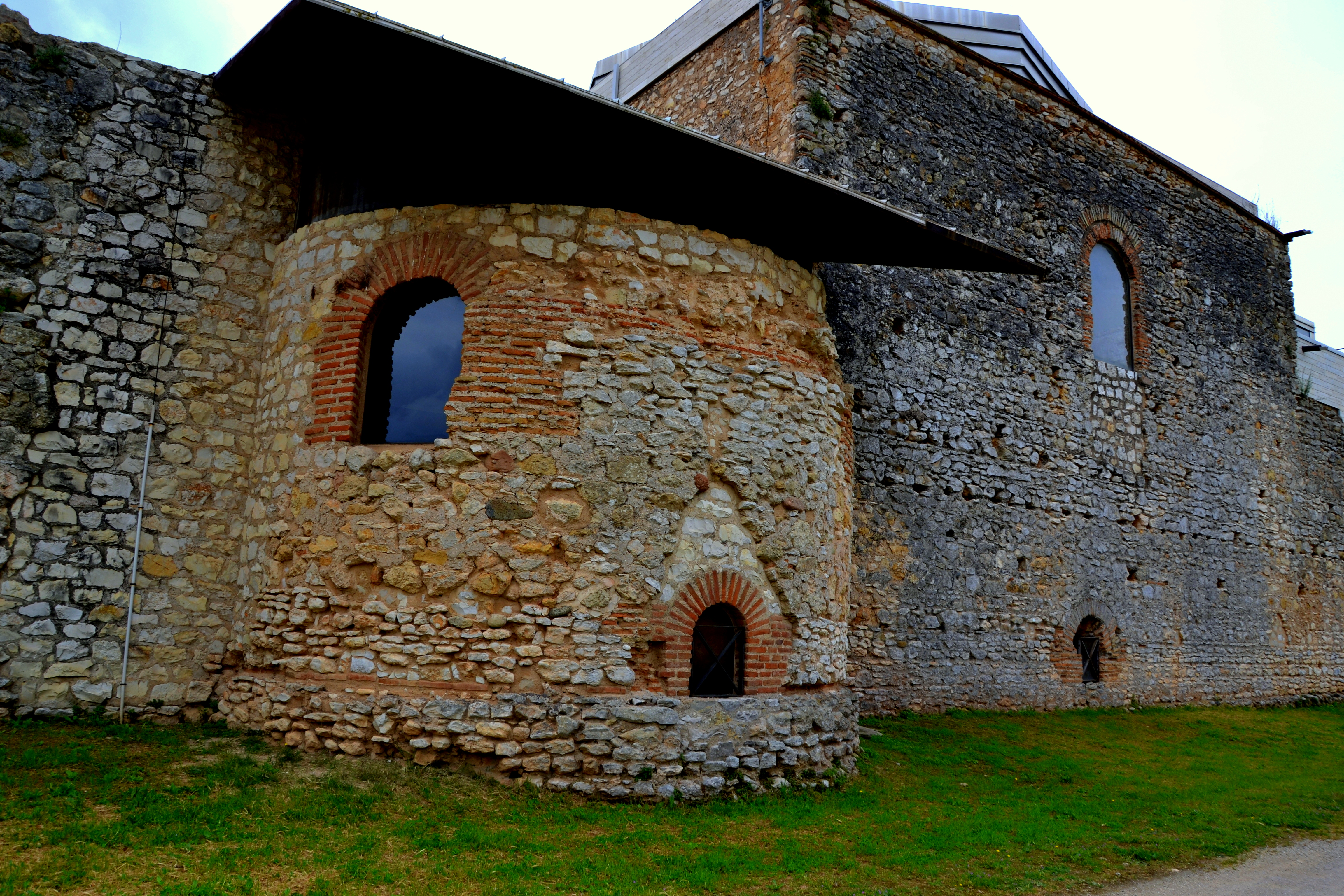
Monument romà de Centcelles

Es creu que l'edifici funcionava com a mausoleu i alguns arqueòlegs, com l'alemany Schlunk, atribueixen la tomba a la de Constant II, fill de Constantí I el Gran, que va morir a Elna en 350.
Entre els artistes constantinencs destaca la figura de l'escultor barroc Joan Grau (Constantí, 1608 - Manresa, 1685). És l'autor, entre d'altres, de part de la decoració exterior de l'església jesuïta de la Santa Cova de Manresa i de diverses tombes al monestir de Poblet.
Constantí celebra la festa major el mes d'agost, coincidint amb la festivitat de Sant Feliu. La festa major d'hivern té lloc el mes de gener.
El grup musical català Els Pets prové de Constantí, d'on són oriünds els seus tres membres: Lluís Gavaldà, Joan Reig i Falin Cáceres. Els Pets han fet i fan sovint referència a la vila, de la qual se'n senten membres orgullosos, i sol ser esmentada tant en cançons diverses com en intervencions en directe als seus concerts.

## Educació
El municipi compta amb diferents equipaments municipals: llar d'infants GU-GU, dues escoles d'educació infantil i primària, l'escola Centcelles i l'escola Mossèn Ramon Bergadà; l'Institut de Constantí, l'Escola municipal de música "Rafel Gibert i Recasens"; l'Escola d'adults i l'Oficina de Català del CPNL.

## Economia
Constantí es troba a sis quilòmetres de Tarragona, fet que ha propiciat que s'hi instal·lin diverses indústries, entre les quals destaquen les dedicades al sector químic. També es troba dins del terme municipal part d'una refineria.
L'agricultura, tradicionalment la principal activitat econòmica, ha quedat relegada a un segon pla. Els principals cultius segueixen sent la vinya, l'olivera, les hortalisses, els presseguers i els avellaners. Hi ha diverses granges avícoles.

## Demografia
| 1497 f | 1515 f | 1553 f | 1717 | 1787  | 1857  | 1877  | 1887  | 1900  | 1910  |
| ------ | ------ | ------ | ---- | ----- | ----- | ----- | ----- | ----- | ----- |
| 143    | 156    | 233    | 886  | 2.149 | 2.354 | 2.262 | 2.418 | 2.306 | 2.141 |

| 1920  | 1930  | 1940  | 1950  | 1960  | 1970  | 1981  | 1990  | 1992  | 1994  |
| ----- | ----- | ----- | ----- | ----- | ----- | ----- | ----- | ----- | ----- |
| 2.081 | 2.193 | 1.952 | 1.891 | 2.395 | 3.016 | 6.021 | 5.657 | 5.313 | 5.313 |

| 1996  | 1998  | 2000  | 2002  | 2004  | 2006  | 2008  | 2010  | 2012  | 2014  |
| ----- | ----- | ----- | ----- | ----- | ----- | ----- | ----- | ----- | ----- |
| 5.154 | 5.135 | 5.021 | 5.206 | 5.462 | 5.813 | 6.401 | 6.356 | 6.774 | 6.539 |

| 2016  | 2018  | 2020  | 2022  | 2024  | 2026 | 2028 | 2030 | 2032 | 2034 |
| ----- | ----- | ----- | ----- | ----- | ---- | ---- | ---- | ---- | ---- |
| 6.439 | 6.516 | 6.665 | 6.685 | 6.888 | -    | -    | -    | -    | -    |

## Eleccions Municipals 2019
| Candidatura | Candidatura                             | Cap de llista             | Vots  | Regidors | % vots |
| ----------- | --------------------------------------- | ------------------------- | ----- | -------- | ------ |
|             | Partit dels Socialistes de Catalunya-CP | Óscar Sánchez Ibarra      | 1472  | 9        | 58,27% |
|             | Compromís per Constantí (CpC-Am)        | Sílvia Puerto Lleixà      | 445   | 3        | 17,62% |
|             | Junts per Constantí                     | Josep Mª Franquès Martí   | 224   | 1        | 8,87%  |
|             | Units pel Canvi (UpC) Constantí         | Federico Díaz López       | 144   | 0        | 5,7    |
|             | PP                                      | Javier Carrión Baidez     | 116   | 0        | 4,59   |
|             | Ciutadans-Partido de la ciudadanía (Cs) | Juan Carlos Pinel Baquero | 108   | 0        | 4,28   |
|             | En blanc                                |                           | 17    | -        | 0,67%  |
|             | Vot nul                                 |                           | 25    | -        | 0,98%  |
| Total       | Total                                   | 2.509                     | 2.509 | 13       | 100%   |

## Equip de Govern (2015-2019)
- Alcalde, Governació, Seguretat, Urbanisme, Promoció Turística, Relacions amb el Polígon Industrial, Comunicació i Noves tecnologies: Il·lm. Sr. Óscar Sánchez Ibarra
- Primera Tinent d'Alcalde, Ensenyament, Cultura i Patrimoni, Formació i Promoció Econòmica i Serveis Socials: Sra. Dolors Fortuny Golorons
- Segon Tinent d'Alcalde, Ocupació, Habitatge i Esports: Sr. Federico Díaz López
- Tercer Tinent d'Alcalde, Hisenda, Serveis i Obres Municipals, Neteja Viària i Recollida Selectiva, Entorn rural i Agricultura: Sr. Vicenç Maceira Barbosa
- Recursos Humans, Medi Ambient, Parcs i Jardins i Immigració: Sr. Jordi Pérez Hidalgo
- Festes, Joventut, Dona i Gent Gran, Associacions i Entitats i Sanitat i Salut Pública: Sra. Meritxell Cano Bravo

## Equip de Govern (2019-actualitat)
- Alcalde, Governació, Urbanisme, Relacions Institucionals, Comunicació i Noves Tecnologies: Il·lm. Sr. Óscar Sánchez Ibarra
- Primera Tinent d'Alcalde, Ensenyament, Cultura, Ciutadania i Associacions i Promoció Econòmica.: Sra. Dolors Fortuny Golorons
- Segon Tinent d'Alcalde,Hisenda, Subvencions, Obres Municipals i Brigada, i Entorn Rural i Agricultura.: Sr. Vicenç Maceira Barbosa
- Tercera Tinent d'Alcalde, Acció Social, Salut i Gent Gran: Sra Virginia Bautista Jodar
- Quarta Tinent d'Alcalde, Festes, Polítiques d'Igualtat i Dona: Sra. Mariana Buger
- Esports, Parcs i jardins i Neteja pública: Sr. Jordi Pérez Hidalgo
- Transició ecològica i Serveis Municipals: Sra. María García Ortiz
- Recursos Humans i Joventut: Sr. Ismael Perroni Gallardo
- Seguretat i Protecció Civil i Mobilitat: Sr. Alfonso Riscos Agudo

## Històric d'Alcaldes (1979-actualitat)
- Francisco Roig Gasol (1979-1983) (Centristes de Catalunya-UCD)
- Rafael Gibert Coll (1983-1983) (Agrupació Electoral Democràtica Independent-AEDI)
- Feliu Nicolau Rivalt (1983-1986) (Partit dels Socialistes de Catalunya-PSC)
- Josep M. Maceira Barbosa (1986-1993) (Partit dels Socialistes de Catalunya-PSC)
- Josep Bergadà Español (1993-2007) (Partit dels Socialistes de Catalunya-PSC)
- Cristóbal Ramírez Iglesias (2007-2008) (Partit dels Socialistes de Catalunya-PSC)
- Josep M. Sabaté Sans (2008-2013) (Esquerra Republicana de Catalunya-ERC)
- Josep Maria Franquès Martí (2013-2015) (Convergència i Unió-CiU)
- Óscar Sánchez Ibarra (2015-actualitat) (Partit dels Socialistes de Catalunya-PSC)